# Список лауреатов премии имени Габдуллы Тукая
«Государственная премия Республики Татарстан имени Габдуллы Тукая» (тат. Татарстан Республикасының Габдулла Тукай исемендәге дәүләт премиясе) — премия, присуждаемая президентом Республики Татарстан. Названа в честь татарского поэта Габдуллы Тукая (1886—1913).

## Исторический очерк
Учреждена 8 апреля 1958 года постановлением татарского областного комитета КПСС и совета министров ТАССР «в целях дальнейшего повышения творческой активности в области литературы и искусства» как «Республиканская премия имени Габдуллы Тукая» и присуждалась «за наиболее значительные по идейному содержанию и художественным достоинствам произведения литературы, музыки, живописи и за лучшую исполнительскую деятельность». Созданию премии поспособствовала определённая политическая либерализация, связанная с именем первого секретаря обкома С. Д. Игнатьева, известного защитника татарской культуры. Премии вручались ежегодно 25 июня в день годовщины образования Татарской АССР. Были установлены одна первая (15 тысяч рублей), две вторых (по 10 тысяч) и три третьих (по 7 тысяч) премии. В 1959 году было переустановлено пять премий по 10 тысяч рублей каждая. В 1960 году новым руководителем обкома вместо Игнатьева стал Ф. А. Табеев, взявший курс на принижение татарской культуры. Следовательно, в 1961 по 1965 годы премия не присуждалась. Тем не менее, в связи с 80-летием со дня рождения Тукая, 11 октября 1965 года премию переучреждили: она стала присуждаться начиная с 1966 года и вручаться в день рождения Тукая — 26 апреля. Были установлены две премии по одной тысяче рублей каждая. В 1975 году из выдвинутых кандидатов никто не был награждён премией. 4 апреля 1980 года постановлением бюро обкома КПСС и совета министров ТАССР премия стала именоваться как «Государственная премия Татарской АССР имени Габдуллы Тукая» при сохранении прежнего нагрудного знака. С 1991 года решение о присуждении премии выносит президент Республики Татарстан. Знак лауреата представлял собой медаль жёлтого металла круглой формы с портретом Тукая в профиль, закреплённую на колодке с лентой светло-зелёного муарового шелка и замком-заколкой.
В нынешнем виде создана 31 декабря 2004 года указом президента М. Ш. Шаймиева. В настоящее время в день рождения Тукая, который также является днём родного языка, происходит только объявление лауреатов. Премия присуждается «за наиболее выдающиеся, получившие общественное признание, внесшие значительный вклад в развитие отечественной и национальной культуры произведения литературы и искусства (изобразительного, музыкального, театрального, эстрадно-циркового, кино, архитектуры и градостроительства), отличающиеся высоким уровнем профессионального мастерства, обладающие своеобразием авторского стиля, новизной и оригинальностью, а также за выдающиеся научные исследования в области искусствоведения и литературоведения». Выдвижение кандидатов осуществляется соответствующим комиссии по премии под председательством президента, а приём предложений на соискание награды проводится министерством культуры Республики Татарстан. Процесс номинирования и присуждения премий неоднократно подвергался критике представителями татарской интеллигенции. Премия может быть присуждена как повторно, так и посмертно. Денежный эквивалент премии с 2014 года составлял 500 тысяч рублей, а в 2023 году был повышен до миллиона.
Лауреату вручается диплом, почётный знак и удостоверение к нему. Знак изготавливается из серебра и представляет собой позолоченный тюльпан, обрамлённый с обеих сторон листьями. В центре находится покрытый родием барельефный портрет Тукая в анфас, а под ним чернёная надпись в арабском стиле — «Габдулла Тукай». В нижней части основания развевается лента в цветах флага Татарстана. В 2022 году президент Р. Н. Минниханов внёс в положение премии поправки о том, что она не может вручаться лицам, признанным «иностранными агентами», для чего может быть отменено уже ранее принятое решение о награждении таких лауреатов.
По состоянию на 2025 год имеется 250 лауреатов премии, в том числе один коллектив.
| Год    | Число |
| ------ | ----- |
| 1958   | 11    |
| 1959   | 5     |
| 1960   | 6     |
| 1961   | —     |
| 1962   | —     |
| 1963   | —     |
| 1964   | —     |
| 1965   | —     |
| 1966   | 2     |
| 1967   | 7     |
| 1968   | 2     |
| 1969   | 2     |
| 1970   | 2     |
| 1971   | 2     |
| 1972   | 2     |
| 1973   | 6     |
| 1974   | 2     |
| 1975   | —     |
| 1976   | 3     |
| 1977   | 3     |
| 1978   | 2     |
| 1979   | 4     |
| 1980   | 2     |
| 1981   | 8     |
| 1982   | 1     |
| 1983   | 2     |
| 1984   | 6     |
| 1985   | 2     |
| 1986   | 2     |
| 1987   | 2     |
| 1988   | 2     |
| 1989   | 6     |
| 1990   | 3     |
| 1991   | 3     |
| 1992   | 4     |
| 1993   | 2     |
| 1994   | 3     |
| 1995   | 1     |
| 1996   | 2     |
| 1997   | 3     |
| 1998   | 5     |
| 1999   | 2     |
| 2000   | 6     |
| 2001   | 2     |
| 2002   | 6     |
| 2003   | 2     |
| 2004   | 1     |
| 2005   | 3     |
| 2006   | 7     |
| 2007   | 5     |
| 2008   | 9     |
| 2009   | 8     |
| 2010   | 5     |
| 2011   | 5     |
| 2012   | 8     |
| 2013   | 5     |
| 2014   | 2     |
| 2015   | 6     |
| 2016   | 10    |
| 2017   | 3     |
| 2018   | 4     |
| 2019   | 6     |
| 2020   | 7     |
| 2021   | 3     |
| 2022   | 2     |
| 2023   | 3     |
| 2024   | 4     |
| Итого: | 243   |

## Лауреаты премии Тукая
| Год  | Лауреат                                             | Основание для награждения | П               |
| ---- | --------------------------------------------------- | --- | --------------- |
| 1958 | Фарид Яруллин                                       | за балет «Шүрәле» («Шурале») | [ 45 ] [ 46 ]   |
| 1958 | Назиб Жиганов                                       | за оперу «Джалиль», поставленную на сцене Татарского государственного академического театра оперы и балета имени М. Джалиля | [ 45 ] [ 47 ]   |
| 1958 | Ахмед Файзи                                         | за роман «Тукай» | [ 48 ] [ 49 ]   |
| 1958 | Ширьяздан Сарымсаков                                | за постановку спектакля «Җилкәнсезләр» («Без ветрил») по пьесе К. Тинчурина на сцене Татарского академического театра | [ 48 ] [ 50 ]   |
| 1958 | Анас Тумашев                                        | за сценическое оформление спектакля «Җилкәнсезләр» («Без ветрил») по пьесе К. Тинчурина в Татарском академическом театре | [ 48 ] [ 51 ]   |
| 1958 | Халил Абжалилов                                     | за роль Мисбаха в спектакле «Җилкәнсезләр» («Без ветрил») по пьесе К. Тинчурина в Татарском академическом театре | [ 48 ] [ 52 ]   |
| 1958 | Фатых Кульбарисов                                   | за роль Батырхана в спектакле «Җилкәнсезләр» («Без ветрил») по пьесе К. Тинчурина на сцене Татарского академического театра | [ 48 ] [ 53 ]   |
| 1958 | Асия Хайруллина                                     | за роль Рокыи в спектакле «Җилкәнсезләр» («Без ветрил») по пьесе К. Тинчурина на сцене Татарского академического театра | [ 48 ] [ 54 ]   |
| 1958 | Лотфулла Фаттахов                                   | за иллюстрации книги «Татар халык әкиятләре» («Татарские народные сказки») | [ 48 ] [ 55 ]   |
| 1958 | Харис Якупов                                        | за иллюстрации книги «Татар халык әкиятләре» («Татарские народные сказки») | [ 48 ] [ 56 ]   |
| 1958 | Нияз Даутов                                         | за постановки опер «Алтынчеч» и «Евгений Онегин» на сцене Татарского государственного академического театра оперы и балета имени М. Джалиля | [ 48 ] [ 57 ]   |
| 1959 | Абдурахман Абсалямов                                | за роман «Сүнмәс утлар» («Огонь неугасимый») | [ 58 ] [ 59 ]   |
| 1959 | Николай Провоторов                                  | за исполнение роли В. Ленина в спектакле «Третья патетическая» на сцене Казанского государственного академического русского театра имени В. И. Качалова | [ 58 ] [ 60 ]   |
| 1959 | Мансур Музафаров                                    | за симфонические поэмы «Тукай» и «Мулланур Вахитов» | [ 58 ] [ 61 ]   |
| 1959 | Рустем Яхин                                         | за новые песни и романсы: «Партия — наше знамя» («Партия — безнең байрагыбыз»), «Комсомол — наша солнечная юность» («Комсомол — кояшлы яшьлек»), «Волны, волны» («Дулкыннар, дулкыннар»), «В минуты трудные» («Күңелем өзгәләнгән минутларда») | [ 58 ] [ 62 ]   |
| 1959 | Фахри Насретдинов                                   | за активную концертную деятельность и пропаганду произведений советских композиторов | [ 63 ] [ 64 ]   |
| 1960 | Сибгат Хаким                                        | за поэму «По зову Ленина» (на русском языке) и за сборник стихов «Җил исми, яфрак селкенми» («Ветер не подует, листья не шелохнутся») | [ 65 ] [ 66 ]   |
| 1960 | Алексей Бурлай                                      | за картину «Нефть пошла» | [ 65 ] [ 67 ]   |
| 1960 | Хай Вахит                                           | за драму «Первая любовь» («Беренче мәхәббәт»), поставленную на сцене Татарского государственного театра им. Г.Камала | [ 65 ] [ 68 ]   |
| 1960 | Рафкат Бикчантаев                                   | за постановку спектакля «Беренче мәхәббәт» («Первая любовь») на сцене Татарского государственного театра им. Г.Камала | [ 65 ] [ 69 ]   |
| 1960 | Сабир Амутбаев                                      | за создание спектаклей «Неписаные законы» («Язылмаган законнар») и «Корни» («Тамырлар») на сцене Мензелинского татарского государственного театра | [ 65 ] [ 70 ]   |
| 1960 | Государственный ансамбль песни танца Татарской АССР | за пропаганду среди трудящихся татарской хоровой культуры и музыкального творчества народов СССР | [ 65 ] [ 71 ]   |
| 1961 | не присуждалась                                     | не присуждалась | не присуждалась |
| 1962 | не присуждалась                                     | не присуждалась | не присуждалась |
| 1963 | не присуждалась                                     | не присуждалась | не присуждалась |
| 1964 | не присуждалась                                     | не присуждалась | не присуждалась |
| 1965 | не присуждалась                                     | не присуждалась | не присуждалась |
| 1966 | Хасан Туфан                                         | за сборник стихов «Избранные произведения» | [ 72 ] [ 73 ]   |
| 1966 | Джаудат Файзи                                       | за цикл новых песен | [ 72 ] [ 74 ]   |
| 1967 | Баки Урманче                                        | за серию портретов деятелей культуры Татарии (Г. Тукай, М. Джалиль, Ф. Амирхан, Г. Кариев, Г. Ибрагимов) | [ 75 ] [ 76 ]   |
| 1967 | Ташходжа Ходжаев                                    | за спектакль «Гүзәлем Әсәл» («Красавица Асель»), поставленный по произведению Ч. Айтматова на сцене казанского Татарского государственного академического театра им. Г. Камала | [ 75 ] [ 77 ]   |
| 1967 | Эрнст Гельмс                                        | за художественное оформление спектакля «Гүзәлем Әсәл» («Красавица Асель») по произведению Ч. Айтматова на сцене Татарского государственного академического театра им. Г. Камала | [ 75 ] [ 78 ]   |
| 1967 | Наиля Гараева                                       | за роль Асель в спектакле «Гүзәлем Әсәл» («Красавица Асель») по произведению Ч. Айтматова на сцене казанского Татарского государственного академического театра им. Г. Камала | [ 75 ] [ 79 ]   |
| 1967 | Шаукат Биктемиров                                   | за роль Байтимера в спектакле «Гүзәлем Әсәл» («Красавица Асель») по произведению Ч. Айтматова на сцене Татарского государственного академического театра им. Г. Камала | [ 75 ] [ 80 ]   |
| 1967 | Шахсанем Асфандиярова                               | за роль Хадичи в спектакле «Гүзәлем Әсәл» («Красавица Асель») по произведению Ч. Айтматова на сцене Татарского государственного академического театра им. Г. Камала | [ 75 ] [ 81 ]   |
| 1967 | Ринат Тазетдинов                                    | за роль Ильяса в спектакле «Гүзәлем Әсәл» («Красавица Асель») по произведению Ч. Айтматова на сцене Татарского государственного академического театра им. Г. Камала | [ 75 ] [ 82 ]   |
| 1968 | Наки Исанбет                                        | за 3-х томный сборник «Татар халык мәкальләре» («Татарские народные пословицы») | [ 83 ] [ 84 ]   |
| 1968 | Загид Хабибуллин                                    | за цикл песен: «Моя любимая казашка» («Казакъ кызы сөйгәнем»), «Песня солдата» («Солдат җыры»), «Цветы мои» («Гөлләрем»), «Наши братья» («Безнең кардәшлек»), «Парень-хвастун» («Мактанчык егет»), «Извилистый ручеёк» («Бормалы су») | [ 83 ] [ 85 ]   |
| 1969 | Ибрагим Гази                                        | за роман-трилогию «Онытылмас еллар» («Незабываемые годы») | [ 83 ] [ 86 ]   |
| 1969 | Айрат Арсланов                                      | за литературные концертные программы «Сердце беседует с Ленины» («Күңелем Ленин белән сөйләшә») и «Татарстан — родина моя» («Туган җирем — Татарстан») | [ 83 ] [ 87 ]   |
| 1970 | Александр Ключарёв                                  | за сборник песен «Крылатая молодость» («Канатлы яшьлек») и плодотворную деятельность по собиранию и пропаганде татарского народного музыкального творчества | [ 88 ] [ 89 ]   |
| 1970 | Ильгам Шакиров                                      | за исполнение концертных программ 1968—1969 гг. «Татар халык җырлары» («Татарские народные песни»), «Җырларым сиңа, Октябрь» («Песни мои тебе, Октябрь») и пропаганду татарских народных песен и произведений татарских композиторов | [ 88 ] [ 90 ]   |
| 1971 | Марсель Салимжанов                                  | за создание спектаклей «Американ» («Американец») и «Сүнгән йолдызлар» («Угасшие звезды») по пьесам К. Тинчурина, «Тирән тамырлар» («Глубокие корни») по пьесе Г. Ибрагимова, поставленным на сцене Татарского государственного академического театра имени Г. Камала | [ 91 ] [ 92 ]   |
| 1971 | Николай Кузнецов                                    | за цикл современных индустриальных пейзажей | [ 91 ] [ 93 ]   |
| 1972 | Фатих Хусни                                         | за книгу «Гыйльмениса һәм аның күршеләре» («Гильмуниса и ее соседи») | [ 94 ] [ 95 ]   |
| 1972 | Шаукат Галиев                                       | за сборники стихов «Әти белән кабинада» (С папой в кабинете), «Гаҗәп хәлләр, мәзәк хәлләр» («Удивительные и забавные происшествия»), «Котбетдин мәргән» («Кутбутдин — меткий стрелок»), «Шәвәли» («Шавали»), «Тәмле йорт» («Сладкий домик»), «Кызык» («Забава») | [ 94 ] [ 96 ]   |
| 1973 | Гариф Ахунов                                        | за повесть «Чикләвек төше» («Ядро ореха») и роман «Хәзинә» («Клад») | [ 97 ] [ 98 ]   |
| 1973 | Энвер Бакиров                                       | как композитору за балет «Су анасы» («Водяная») на сцене казанского Татарского государственного академического театра оперы и балета имени М. Джалиля | [ 97 ] [ 99 ]   |
| 1973 | Игорь Смирнов                                       | за постановку и либретто балета «Су анасы» («Водяная») Э. Бакирова на сцене Татарского государственного академического театра оперы и балета имени М. Джалиля | [ 97 ] [ 100 ]  |
| 1973 | Борис Кноблок                                       | как художнику за балет «Су анасы» («Водяная») Э. Бакирова на сцене Татарского государственного академического театра оперы и балета имени М. Джалиля | [ 97 ] [ 101 ]  |
| 1973 | Хазби Фазлуллин                                     | за дирижёру за балет «Су анасы» («Водяная») Э. Бакирова на сцене Татарского государственного академического театра оперы и балета имени М. Джалиля | [ 97 ] [ 102 ]  |
| 1973 | Ревдар Садыков                                      | за роль Алмая в балете «Су анасы» («Водяная») Э. Бакирова, поставленного на сцене Татарского государственного академического театра оперы и балета имени М. Джалиля | [ 97 ] [ 103 ]  |
| 1974 | Мирсай Амир                                         | за пьесу «Агыйдел» («Агидель») | [ 104 ] [ 105 ] |
| 1974 | Нил Юзеев                                           | за книги «Шагыйрь гармониясе» (Гармония стиха) и «Хәзерге татар поэтикасы» («Современная татарская поэтика») | [ 104 ] [ 106 ] |
| 1975 | не присуждалась                                     | не присуждалась | не присуждалась |
| 1976 | Равиль Тумашев                                      | за постановки пьес И. Юзеева «Сандугачлар килгән безгә» («К нам прилетели соловьи»), Т. Миннуллина «Үзебез сайлаган язмыш» («Судьбы, которые мы выбираем») и А. Гилязова «Көнбагышлар» («Подсолнухи») на сцене Татарского государственного передвижного театра | [ 107 ]         |
| 1976 | Марс Шабаев                                         | за книги «Җикән камыш» («Замученный камыш»), «Онытма» («Не забывай!»), «Сине эзлим» («Ищу тебя») | [ 108 ]         |
| 1976 | Диас Валеев                                         | за трагедийную хронику «Дарю тебе жизнь» («Гомер бүләк итәм сиңа») | [ 109 ]         |
| 1977 | Ирина Хакимова                                      | за партии Сююмбики в балете «Шүрәле» («Шурале») Ф. Яруллина, Сэрви «Су анасы» («Водяная») Э. Бакирова и Одетты-Одиллии «Лебединое озеро» П. Чайковского на сцене Татарского государственного академического театра оперы и балета имени М. Джалиля | [ 110 ]         |
| 1977 | Виктор Беспалов                                     | за музыкальные фильмы «Кырлай» («Кырлай»), «Татарские гармошки» («Татар гармуннары»), «Музыка Н. Жиганова» («Н.Җиһанов музыкасы»), снятые для телевидения | [ 111 ]         |
| 1977 | Гамиль Афзал                                        | за сборники «Айлы кичләр» («Лунные вечера»), «Борылам да карыйм» («Оборачиваюсь и смотрю») | [ 112 ]         |
| 1978 | Равиль Файзуллин                                    | за книгу «Шигырьләр һәм поэмалар» («Стихи и поэмы») | [ 113 ]         |
| 1978 | Сергей Лывин                                        | за серию картин, посвященных В. И. Ленину и Г.Тукаю | [ 114 ]         |
| 1979 | Ренат Ибрагимов                                     | за концертные программы 1976—1978 годов | [ 115 ]         |
| 1979 | Дамира Кузаева                                      | за роль Мадины, сыгранную в спектакле по пьесе Т. Миннуллина «Ай булмаса, йолдыз бар» («Без луны звезда нам светит») на сцене Альметьевского татарского драматического театра | [ 116 ]         |
| 1979 | Гали Хусаинов                                       | за постановку спектакля по пьесе Т. Миннуллина «Ай булмаса, йолдыз бар» («Без луны звезда нам светит») на сцене Альметьевского татарского драматического театра | [ 117 ]         |
| 1979 | Туфан Миннуллин                                     | за драму «Ай булмаса, йолдыз бар» («Без луны звезда нам светит»), поставленную на сцене Альметьевского татарского драматического театра | [ 118 ]         |
| 1980 | Васил Маликов                                       | за скульптуры «Чекист Голубятников», «Последний» («Соңгысы»), «Муса Джалиль» («Муса Җәлил») | [ 119 ]         |
| 1980 | Ильдар Юзеев                                        | за поэмы «Таш диварлар авазы» («Голос каменных стен») и «Өзелмәс кыллар» («Струны») | [ 120 ]         |
| 1981 | Юрий Федотов                                        | за главные роли в спектаклях «Большевики» М. Шатрова, «Гостиница „Астория“» А. Штейна, и др. на сцене Казанского государственного академического русского театра имени В. И. Качалова | [ 121 ]         |
| 1981 | Евгений Кузин                                       | за главные роли в спектаклях «Большевики» М. Шатрова, «Гостиница „Астория“» А. Штейна, и др. | [ 122 ]         |
| 1981 | Атилла Расих                                        | за романы «Язгы авазлар» («Весенние голоса»), «Два холостяка» («Ике буйдак»), «Сынау» («Испытание»), «Ямашев» («Ямашев»), | [ 123 ]         |
| 1981 | Герман Бакулин                                      | за проектировку и строительство Выставочного зала Союза художников Татарской АССР (г. Казань, ул. К. Маркса) в составе авторского коллектива | [ 124 ]         |
| 1981 | Ауфар Закиев                                        | за проектировку и строительство Выставочного зала Союза художников Татарской АССР (г. Казань, ул. К. Маркса) в составе авторского коллектива | [ 125 ]         |
| 1981 | Игорь Парамонов                                     | за проектировку и строительство Выставочного зала Союза художников Татарской АССР (г. Казань, ул. К. Маркса) в составе авторского коллектива | [ 125 ]         |
| 1981 | Анас Файзуллин                                      | за проектировку и строительство Выставочного зала Союза художников Татарской АССР (г. Казань, ул. К. Маркса) в составе авторского коллектива | [ 125 ]         |
| 1981 | Сания Хисаметдинова                                 | за проектировку и строительство Выставочного зала Союза художников Татарской АССР (г. Казань, ул. К. Маркса) в составе авторского коллектива | [ 125 ]         |
| 1982 | Ибрагим Нуруллин                                    | за книги «Тукай» (из серии «Жизнь замечательных людей») и «Габдулла Тукай» | [ 126 ]         |
| 1983 | Аяз Гилязов                                         | за повести «Җомга көн кич белән» («В пятницу вечером»), «Әтәч менгән киртәгә» («Взлетел петух на плетень») | [ 127 ]         |
| 1983 | Ренат Еникеев                                       | за вокально-симфоническую поэму «Памяти Мусы Джалиля» для хора, оркестра, органа и чтеца на стихи Х. Туфана и др. | [ 128 ]         |
| 1984 | Бату Мулюков                                        | за оперу «Каһәрләнгән мәхәббәт» («Кара за любовь») по повести М. Гафури «Кара йөзләр» («Черноликие»), поставленную на сцене Татарского государственного академического театра оперы и балета имени М. Джалиля | [ 129 ]         |
| 1984 | Гарай Рахим                                         | за либретто для оперы «Каһәрләнгән мәхәббәт» («Кара за любовь») по повести М. Гафури «Кара йөзләр» («Черноликие»), поставленную на сцене Татарского государственного академического театра оперы и балета имени М. Джалиля | [ 130 ]         |
| 1984 | Амирхан Еники                                       | за повести и рассказы | [ 131 ]         |
| 1984 | Зиля Сунгатуллина                                   | за партию Галимы в опере «Каһәрләнгән мәхәббәт» («Кара за любовь») Б. Мулюкова по повести М. Гафури «Кара йөзләр» («Черноликие») на сцене Татарского государственного академического театра оперы и балета имени М. Джалиля | [ 125 ]         |
| 1984 | Хайдар Бигичев                                      | за партию Закира в опере «Каһәрләнгән мәхәббәт» («Кара за любовь») Б. Мулюкова по повести М. Гафури «Кара йөзләр» («Черноликие») на сцене Татарского государственного академического театра оперы и балета имени М. Джалиля | [ 125 ]         |
| 1984 | Владимир Васильев                                   | за дирижирование в опере «Каһәрләнгән мәхәббәт» («Кара за любовь») Б. Мулюкова по повести М. Гафури «Кара йөзләр» («Черноликие»), поставленной на сцене Татарского государственного академического театра оперы и балета имени М. Джалиля | [ 125 ]         |
| 1985 | Нури Арсланов                                       | за книгу стихов и поэм «Иделем — илем» («Волга моя — родная сторона») | [ 132 ]         |
| 1985 | Махмут Нигмедзянов                                  | за труды «Татар халык җырлары» («Татарские народные песни»), «Идел буе татарларының халык җырлары» («Народные песни волжских татар») и др. | [ 133 ]         |
| 1986 | Хисам Камал                                         | за романы «Һәркемнең гомере бер генә» («У каждого жизнь одна»), «Безне өйдә көтәләр» («Нас ждут дома») | [ 134 ]         |
| 1986 | Виктор Куделькин                                    | за многочисленные картины, посвящённые передовикам производства и деятелям культуры Татарстана | [ 125 ]         |
| 1987 | Марсель Зарипов                                     | за книги очерков и публицистики «Поступь моей республики» и «Выгодный оборот» | [ 135 ]         |
| 1987 | Тавиль Хазиахметов                                  | за художественно-графическое оформление книг в 1981—1985 годах | [ 125 ]         |
| 1988 | Махмут Хасанов                                      | за роман «Язгы аҗаган» («Весенняя зарница») | [ 136 ]         |
| 1988 | Фасиль Ахметов                                      | за произведения последних лет, симфонии и сборник песен «Мин гармун булыр идем» («Стать бы мне гармонью») | [ 137 ]         |
| 1989 | Ильбарис Надиров                                    | за двенадцатитомный научный труд «Татар халык иҗаты» («Татарское народное творчество») в составе авторского коллектива | [ 125 ]         |
| 1989 | Хамит Ярми                                          | за двенадцатитомный научный труд «Татар халык иҗаты» («Татарское народное творчество») в составе авторского коллектива | [ 138 ]         |
| 1989 | Хузи Махмутов                                       | за двенадцатитомный научный труд «Татар халык иҗаты» («Татарское народное творчество») в составе авторского коллектива | [ 139 ]         |
| 1989 | Флора Ахметова-Урманче                              | за двенадцатитомный научный труд «Татар халык иҗаты» («Татарское народное творчество») в составе авторского коллектива | [ 125 ]         |
| 1989 | Ленар Замалетдинов                                  | за двенадцатитомный научный труд «Татар халык иҗаты» («Татарское народное творчество») в составе авторского коллектива | [ 125 ]         |
| 1989 | Хуснулла Валиуллин                                  | за оперу «Самат» («Самат»), сборник песен последних лет «Ел артыннан ел» («Год за годом») | [ 125 ]         |
| 1990 | Ибрагим Салахов                                     | за роман «Колыма хикәяләре» («Колымские рассказы») | [ 140 ]         |
| 1990 | Мухаммет Магдеев                                    | за повести «Кеше китә — җыры кала» («Человек уходит — песня остается»), «Торналар төшкән җирдә» («Там, где гнездятся журавли»), «Бәхилләшү» («Прощание») | [ 141 ]         |
| 1990 | Сара Садыкова                                       | за цикл песен | [ 142 ]         |
| 1991 | Гульшат Зайнашева                                   | за книгу «Илле җыр» («Пятьдесят песен») | [ 143 ]         |
| 1991 | Абрар Каримуллин                                    | за книги «У истоков татарской книги», «Татарская книга пореформенной России» и «Татарская книга XX века» | [ 144 ]         |
| 1991 | Алмаз Монасыпов                                     | за симфонию-поэму «Муса Джалиль», вокально-симфоническую поэму «В ритмах Тукая», симфоническую поэму, посвященную С. Сайдашеву | [ 125 ]         |
| 1992 | Мударис Аглямов                                     | за сборники «Киләчәккә кайту» («Возвращение в будущее»), «Мин әйттем» («Я сказал») | [ 145 ]         |
| 1992 | Альфия Авзалова                                     | за концертные программы 1989—1991 годов | [ 125 ]         |
| 1992 | Семён Липкин                                        | за переводы татарского народного эпоса «Идегей» и произведений классиков татарской поэзии | [ 125 ]         |
| 1992 | Равиль Шарафеев                                     | за многие образы (Ходжа Насреддин, Кочкорбаев, Робинзон, Доктор Ламбарди, Ислам), созданные на сцене Татарского государственного академического театра имени Г. Камала | [ 125 ]         |
| 1993 | Ринат Мухамадиев                                    | за роман «Сират күпере» («Мост над адом») | [ 146 ]         |
| 1993 | Ахсан Фатхутдинов                                   | за серию работ «Ияләр» («Обереги») | [ 125 ]         |
| 1994 | Нурихан Фаттах                                      | за роман-дилогию «Сызгыра торган уклар» («Свистящие стрелы») | [ 147 ]         |
| 1994 | Ильдар Зарипов                                      | за серию картин «Буяуларда — халык моңнары» («В красках — песни народа») | [ 125 ]         |
| 1994 | Фуат Мансуров                                       | за концертные программы 1991—1993 годов с Государственным симфоническим оркестром Республики Татарстан | [ 125 ]         |
| 1995 | Фанис Яруллин                                       | за стихотворный сборник «Җан авазы» («Крик души») | [ 148 ]         |
| 1996 | Гумер Баширов                                       | за книгу «И язмыш, язмыш…» («О судьба, судьба…») | [ 149 ]         |
| 1996 | Фарида Кудашева                                     | за исполнение татарских народных песен и песен на стихи Г. Тукая | [ 125 ]         |
| 1997 | Абрек Абзгильдин                                    | за цикл работ-триптихов «Г. Тукай», «Дэрдменд», «Урманче» | [ 150 ]         |
| 1997 | Ренат Харис                                         | за сборник стихотворений и поэм «Хисемнең исеме» («Имя моих чувств») | [ 151 ]         |
| 1997 | Венера Ганеева                                      | за исполнение партий Джильды в «Риголетто» Дж. Верди, Розины в «Севильский цирюльник» Дж. Россини, Алтынчеч в «Алтынчеч» («Алтынчәч») Н. Жиганова | [ 125 ]         |
| 1998 | Роберт Миннулин                                     | за книгу для детей «Күчтәнәч» («Гостинец») | [ 152 ]         |
| 1998 | Фарид Бикчантаев                                    | за постановку спектакля «Хушыгыз!» («Прощайте!») по пьесе Т. Миннуллина на сцене Татарского государственного академического театра имени Г. Камала | [ 153 ]         |
| 1998 | Наиль Дунаев                                        | за роль Нурислама в спектакле «Хушыгыз!» («Прощайте!») Ф. Бикчантаева по пьесе Т. Миннуллина на сцене Татарского государственного академического театра имени Г. Камала | [ 154 ]         |
| 1998 | Азгар Шакиров                                       | за роль Галимуллы в спектакле «Хушыгыз!» («Прощайте!») Ф. Бикчантаева по пьесе Т. Миннуллина на сцене Татарского государственного академического театра имени Г. Камала | [ 155 ]         |
| 1998 | Нажиба Ихсанова                                     | за главную роль Миляуши в спектакле «Хушыгыз!» («Прощайте!») Ф. Бикчантаева по пьесе Т. Миннуллина на сцене Татарского государственного академического театра имени Г. Камала | [ 156 ]         |
| 1999 | Ахсан Баян                                          | за книгу «Урланган ай» («Похищенная луна») | [ 157 ]         |
| 1999 | Анатолий Луппов                                     | за монооперу «Неотосланные письма» («Тапшырылмаган хатлар») по повести А. Кутуя и седьмую симфонию для струнных «Кара урман» | [ 158 ]         |
| 2000 | Шамиль Шайдуллин                                    | за цикл картин «Яңа Сабан туе» («Новый Сабантуй») | [ 159 ]         |
| 2000 | Зульфат                                             | за книги «Ике урман арасы» («Среди лесов»), «Йөрәгемне былбыл чакты» («Ужалил соловей сердце мое») | [ 160 ]         |
| 2000 | Ильдус Ахметзянов                                   | за концертные программы «Сөй гомерне, сөй халыкны» («Жизнь люби, люби Отчизну») и «Өзелгән өмет» («Разбитая надежда») по произведениям Г. Тукая | [ 125 ]         |
| 2000 | Александр Славутский                                | за постановку спектакля «Скрипач на крыше» по мюзиклу Д. Бока, Д. Стайна и роману «Тевье-молочник» Шолом-Алейхема на сцене Казанского государственного академического русского театра имени В. И. Качалова в качестве режиссёра-постановщика | [ 161 ]         |
| 2000 | Александр Патраков                                  | за постановку спектакля «Скрипач на крыше» А. Славутского на сцене Казанского государственного академического русского театра имени В. И. Качалова в качестве художника-постановщика | [ 161 ]         |
| 2000 | Михаил Галицкий                                     | за исполнение главной роли Тевье в спектакле «Скрипач на крыше» А. Славутского на сцене Казанского государственного академического русского театра имени В. И. Качалова | [ 161 ]         |
| 2001 | Роберт Ахметзянов                                   | за книги «Тургай тәрәзәсе» («Окошко жаворонка»), Татарское книжное издательство, 1995 год, и «Кичке кошлар» («Птицы в сумерках»), издательство «Мәгариф», 1999 год | [ 162 ]         |
| 2001 | Анатолий Шутиков                                    | за концертные программы Государственного оркестра народных инструментов Республики Татарстан 1995—1999 годов | [ 162 ]         |
| 2002 | Шамиль Монасыпов                                    | за концертные программы «Квартетная музыка Татарстана», «Татарские старинные мелодии», «Мировая квартетная классика» в составе Государственного струнного квартета | [ 163 ]         |
| 2002 | Камиль Монасыпов                                    | за концертные программы «Квартетная музыка Татарстана», «Татарские старинные мелодии», «Мировая квартетная классика» в составе Государственного струнного квартета | [ 163 ]         |
| 2002 | Марат Зарипов                                       | за концертные программы «Квартетная музыка Татарстана», «Татарские старинные мелодии», «Мировая квартетная классика» в составе Государственного струнного квартета | [ 163 ]         |
| 2002 | Альберт Асадуллин                                   | за концертные программы «Квартетная музыка Татарстана», «Татарские старинные мелодии», «Мировая квартетная классика» в составе Государственного струнного квартета | [ 163 ]         |
| 2002 | Якуб Занкиев                                        | за роман «Иртеш таңнары» («Зори Иртыша») — Татарское книжное издательство, 1994 год | [ 163 ]         |
| 2002 | Искандер Рафиков                                    | за создание серии образов татарской женщины в картинах «Девчата», «Скорбь матери», «В годы войны», «В гости», «Булгарская царевна», «Сююмбике — ханбике», «Портрет председателя сельсовета Мотыгуллиной», «Портрет народной артистки ТАССР Г. Болгарской», «Портрет народной артистки РСФСР М. Рахманкуловой» | [ 163 ]         |
| 2003 | Рустем Абязов                                       | за концерты-посвящения С. Сайдашеву, Н. Жиганову, Р. Яхину, Г. Тукаю и концертные программы «Солист — Рустем Абязов», «Юбилейный цикл», «Премьеры La Primaver’ы», «Музыка настроений» | [ 164 ]         |
| 2003 | Мусагит Хабибуллин                                  | за книгу «Кубрат-хан», Казань, издательство «Магариф», 2001 год | [ 164 ]         |
| 2004 | Миргазиян Юнус                                      | за книгу «Альбатрос язмышы» («Судьба альбатроса») — Казань, Татарское книжное издательство, 2002 год | [ 165 ]         |
| 2005 | Зуфар Гимаев                                        | за создание портретов деятелей литературы и искусства Республики Татарстан | [ 166 ]         |
| 2005 | Рустем Мингалим                                     | за поэтический сборник «Дәрт күлмәге» («Кувшин азарта»), Казань, Татарское книжное издательство, 2003 год | [ 166 ]         |
| 2005 | Шамиль Шарифуллин                                   | за хоровые концерты «Мунаджаты», «Авыл көйләре» («Деревенские напевы») | [ 166 ]         |
| 2006 | Рабит Батулла                                       | за исторические произведения «Сөембикә» («Сююмбике»), Татарское книжное издательство, 1992 год; «Кылдан нечкә, кылычтан үткен» («Острее меча, тоньше волоска»), Татарское книжное издательство, 1996 год; «Яралы бүре» («Раненый волк»), издательство «Идел», 1996 год | [ 167 ]         |
| 2006 | Луиза Батыр-Булгари                                 | за создание циклов высокохудожественных песен патриотической и гражданской лирики, песен на историческую тематику («Кайту» («Возвращение»), «Су буеннан әнкәй кайтып килә» («Песня о матери»), «Мин сине шундый сагындым» («Я тоскую по тебе»), «Ак яулыклы әнием» («Мама в белом платочке»)…) | [ 167 ]         |
| 2006 | Равиль Бухараев                                     | за книги «Бесконечный поезд», издательство «Магариф», 2001 год; «Казанские снега», издательство «Магариф», 2004 год | [ 167 ]         |
| 2006 | Марсель Галиев                                      | за поэтические сборники «Гомер бизмәне» («Запах полыни»), издательство «Рухият», 2004 год; «Кайту» («Возвращение»), Татарское книжное издательство, 2000 год, сборник художественно-публицистических произведений «Догалы еллар» («Годы праведные»), издательство «Идел-Пресс», 1998 год | [ 167 ]         |
| 2006 | Николай Индюхов                                     | за серию лирических пейзажей Республики Татарстан («Березка», «Стожок», «На току», «Последний снег», «Теплый день», «Одуванчики», «Синий март», «Веселый март», «Облачный день», «Полевые цветы», «Тропинка», «Апрель», «Снегопад») | [ 167 ]         |
| 2006 | Рафаэль Мустафин                                    | за книгу «По следам оборванной песни», Татарское книжное издательство, 2004 год | [ 167 ]         |
| 2006 | Фиринат Халиков                                     | за серию исторических картин «Вечная Казань» (1995—2003 годы). | [ 167 ]         |
| 2007 | Разиль Валеев                                       | за сборник прозаических произведений «Иске сәгать дөрес йөри» («Старые часы ходят верно»), Татарское книжное издательство, 2004 г., и книгу песен «Ядкарь» («Наследие»), издательство «Рухият», 2005 год | [ 168 ]         |
| 2007 | Рашид Калимуллин                                    | за симфоническое творчество последних лет: симфония для струнных «Мелодия Тукая» (1997 год), концерт-поэма «Сказание о Казани» («Казанны сагыну») для хора и симфонического оркестра (2004 год), музыка для симфонического оркестра «Звуки леса» (2003 год) | [ 168 ]         |
| 2007 | Рада Нигматуллина                                   | за серию скульптурных работ «С любовью к Тукаю» в составе авторской группы | [ 168 ]         |
| 2007 | Изабелла Рогожина                                   | за серию скульптурных работ «С любовью к Тукаю» в составе авторской группы | [ 168 ]         |
| 2007 | Марина Нигматуллина                                 | за серию скульптурных работ «С любовью к Тукаю» в составе авторской группы | [ 168 ]         |
| 2008 | Салават Фатхутдинов                                 | за концертные программы последних лет и исполнение песни «Мин яратам сине, Татарстан» | [ 169 ]         |
| 2008 | Роберт Андреев                                      | за авторство песни «Мин яратам сине, Татарстан» | [ 169 ]         |
| 2008 | Роберт Ракипов                                      | за авторство песни «Мин яратам сине, Татарстан» | [ 169 ]         |
| 2008 | Радиф Гаташ                                         | за книги «Газәлләр» («Газели»), Татарское книжное издательство, Казань, 2001 год, «Мәңгелек сусау» («Жажда вечности»), издательство «Рухият», Казань, 2005 год | [ 169 ]         |
| 2008 | Виктор Аршинов                                      | за графические серии «Читая Тукая» и «Последняя песня» по стихам «Моабитских тетрадей» М. Джалиля | [ 169 ]         |
| 2008 | Резеда Ахиярова                                     | за постановку оперы «Любовь поэта» в качестве композитора в составе творческой группы Татарского государственного академического театра оперы и балета имени М. Джалиля | [ 169 ]         |
| 2008 | Ахмед Агади                                         | за постановку оперы «Любовь поэта» в качестве исполнителя главной партии в составе творческой группы Татарского государственного академического театра оперы и балета имени М. Джалиля | [ 169 ]         |
| 2008 | Виктор Соболев                                      | за постановку оперы «Любовь поэта» в качестве дирижёра в составе творческой группы Татарского государственного академического театра оперы и балета имени М. Джалиля | [ 169 ]         |
| 2008 | Михаил Панджавидзе                                  | за постановку оперы «Любовь поэта» в качестве режиссёра в составе творческой группы Татарского государственного академического театра оперы и балета имени М. Джалиля | [ 169 ]         |
| 2009 | Зиннур Мансуров                                     | за сборник стихов и поэм «Җәрәхәтле йөрәк җылырак» («Теплее греет раненое сердце»), Татарское книжное издательство, Казань, 2003 год, и книгу «Күңелдә фидаи яшәсә» («Душа беззаветности полна»), издательство «Магариф», Казань, 2006 год | [ 170 ]         |
| 2009 | Зульфат Хаким                                       | за создание спектакля по своему роману «Немая кукушка» в составе творческой группы Татарского государственного академического театра имени Г. Камала | [ 170 ]         |
| 2009 | Сергей Скоморохов                                   | за постановку спектакля «Немая кукушка» по театральному роману З. Хакима в составе творческой группы Татарского государственного академического театра имени Г. Камала | [ 170 ]         |
| 2009 | Рим Хасанов                                         | за создание спектакля «Немая кукушка» по театральному роману З. Хакима в составе творческой группы Татарского государственного академического театра имени Г. Камала | [ 170 ]         |
| 2009 | Рамиль Тухватуллин                                  | за исполнение главной роли в спектакле «Немая кукушка» по театральному роману З. Хакима в составе творческой группы Татарского государственного академического театра имени Г. Камала | [ 170 ]         |
| 2009 | Светлана Славутская                                 | за создание образа Раневской в спектакле классической русской драматургии «Вишнёвый сад» по пьесе А. П. Чехова в составе творческой группы Казанского академического русского большого драматического театра имени В. И. Качалова | [ 170 ]         |
| 2009 | Геннадий Прытков                                    | за создание образа Гаева в спектакле классической русской драматургии «Вишнёвый сад» по пьесе А. П. Чехова в составе творческой группы Казанского академического русского большого драматического театра имени В. И. Качалова | [ 170 ]         |
| 2009 | Камиль Муллашев                                     | за создание художественных работ «Сююмбике-ханбике», «Евразия, или Кыпчак кызы», «Сабантуй», «Думы о Родине», «У истоков Итиля» | [ 170 ]         |
| 2010 | Ркаил Зайдулла                                      | за поэтический сборник «Мәгарә: Шигырьләр, поэмалар» («Пещера: Стихи, поэмы»), Татарское книжное издательство, Казань, 2005 год, и сборник прозаических произведений «Ташка ордым башны: Хикәяләр, эсселар» («Биться головой о камень: Рассказы, эссе»), Татарское книжное издательство, Казань, 2008 год | [ 171 ]         |
| 2010 | Фоат Садриев                                        | за трилогию «Бәхетсезләр бәхете» («Счастье несчастных»), первая книга — Татарское книжное издательство, Казань, 2001 год, вторая книга — Татарское книжное издательство, Казань, 2005 год, третья книга — Татарское книжное издательство, Казань, 2007 год | [ 171 ]         |
| 2010 | Владимир Федотов                                    | за составление и высокохудожественное исполнение концертных программ разных лет (1995—2009 годы), в том числе «Дустыма», «Чарующие звуки баяна» | [ 171 ]         |
| 2010 | Асия Минулина                                       | за создание скульптур «Памятник В. Качалову» и «Памятник Благотворителю», г. Казань | [ 171 ]         |
| 2010 | Ильдар Ханов                                        | за серию скульптурных и монументально-декоративных композиций в городах и районах Республики Татарстан, в том числе рельеф «Расстрел» (г. Казань), памятник «Родина-мать», скульптура «Древо жизни» (г. Набережные Челны), скульптура «Древо поэзии» (деревня Тукай-Кырлай, Арский район) | [ 171 ]         |
| 2011 | Альбина Шагимуратова                                | за исполнение на высочайшем уровне вокальных партий в операх западноевропейских и русских композиторов, песен и романсов татарских композиторов, народных татарских песен | [ 172 ]         |
| 2011 | Рустем Кильдибеков                                  | за совместные произведения монументального и декоративно-прикладного искусства, созданные для интерьеров и экстерьеров общественных зданий в Республике Татарстан, и серию полотен: монументальная живопись «мозаика» и «сграффито» в гостиничных комплексах «Волга», «Татарстан», Татарском государственном академическом театре им. Г.Камала и другие; гобелены «Труппа Сайяр», триптих «По мотивам народных сказок»: «Су анасы», «Сак-Сок», «Шурале»; серию живописных полотен, посвященных истории и культуре татарского народа «Кукморские валенки», «Поэтессы», «Паломники», «Возвращение», «Танцующий дервиш» и другие | [ 172 ]         |
| 2011 | Мария Кильдибекова                                  | за совместные произведения монументального и декоративно-прикладного искусства, созданные для интерьеров и экстерьеров общественных зданий в Республике Татарстан, и серию полотен: монументальная живопись «мозаика» и «сграффито» в гостиничных комплексах «Волга», «Татарстан», Татарском государственном академическом театре им. Г.Камала и другие; гобелены «Труппа Сайяр», триптих «По мотивам народных сказок»: «Су анасы», «Сак-Сок», «Шурале»; серию живописных полотен, посвященных истории и культуре татарского народа «Кукморские валенки», «Поэтессы», «Паломники», «Возвращение», «Танцующий дервиш» и другие | [ 172 ]         |
| 2011 | Лена Шагирзян                                       | за сборники «Боҗра вә Хөҗрә: Шигырьләр, поэмалар» («Круговорот: Стихи и поэмы»), Татарское книжное издательство, Казань, 2002 год, и «Сагынмалык: Истәлекләр, багышланмалар» («Дарю на память: Воспоминание, посвящение»), Татарское книжное издательство, Казань, 2005 год | [ 172 ]         |
| 2011 | Мухаммат Мирза                                      | за книги «Киек каз юлында» («На Млечном Пути»), Татарское книжное издательство, Казань, 2003 год, «Тере су» («Живая вода»), Татарское книжное издательство, Казань, 2007 год, и за цикл стихотворений «Адәм баласы», изданный в книге «Адәм баласы» («Сын Адама»), Магариф, 2009 год | [ 172 ]         |
| 2012 | Зуфар Галиуллин                                     | за создание архитектурного комплекса «Мечеть Кул Шариф» | [ 173 ]         |
| 2012 | Андрей Головин                                      | за создание архитектурного комплекса «Мечеть Кул Шариф» | [ 173 ]         |
| 2012 | Альбина Даишева                                     | за создание архитектурного комплекса «Мечеть Кул Шариф» | [ 173 ]         |
| 2012 | Рустэм Забиров                                      | за создание архитектурного комплекса «Мечеть Кул Шариф» | [ 173 ]         |
| 2012 | Зуфар Садыков                                       | за создание архитектурного комплекса «Мечеть Кул Шариф» | [ 173 ]         |
| 2012 | Искандэр Сайфуллин                                  | за создание архитектурного комплекса «Мечеть Кул Шариф» | [ 173 ]         |
| 2012 | Айвар Саттаров                                      | за создание архитектурного комплекса «Мечеть Кул Шариф» | [ 173 ]         |
| 2012 | Сергей Шакуров                                      | за создание архитектурного комплекса «Мечеть Кул Шариф» | [ 173 ]         |
| 2013 | Ильяс Айдаров                                       | за цикл художественных произведений, посвященных Г. Тукаю (2005—2012 годы), и тематические выставки в музеях Г. Тукая в городах Уральске и Казани | [ 174 ]         |
| 2013 | Набира Гиматдинова                                  | за книги «Мәхәббәттә гөнаһ бар» («Любовь грешная», Татарское книжное издательство, 2008 год), «Синдә минем хакым бар» («Ты в долгу передо мной», Татарское книжное издательство, 2011 год), произведение «Хатыннар сагышы» («Грустить не буду», Казань, «Идель Пресс», 2010 год); | [ 174 ]         |
| 2013 | Алсу Гайнуллина                                     | за создание сценических образов Буретты в спектакле «Черная бурка» Г. Хугаева, Наташи в спектакле «Кукольная свадьба» М. Гилязова, Р. Хамида, Гайши в спектакле «Женщины 41-го» З. Зайнуллина | [ 174 ]         |
| 2013 | София Кузьминых                                     | за цикл произведений, посвященных памяти Г. Тукая, выполненных в технике кожаной мозаики | [ 174 ]         |
| 2013 | Шамиль Тимербулатов                                 | за Пятую симфонию «Женский лик Победы». | [ 174 ]         |
| 2014 | Вахит Имамов                                        | за двухтомный исторический роман «Утлы дала» («Огненная степь»), Татарское книжное издательство, Казань, 2012 год | [ 175 ]         |
| 2014 | Владимир Попов                                      | за серию каллиграфических композиций: «Тугра-шамаиль — память. Шигаб Ад-Дин Марджани — выдающийся ученый-историк, философ» (2013 год), «Тугра-шамаиль — память. Баки Урманче» (2013 год), «Тугра-шамаиль — память. Ильдару Ханову» (2013 год), «Тугра-шамаиль — память — древо жизни. Шакирджан сын Ахмеджана Тагиров» (2013 год), «Тугра женщины из Болгар, трижды ходящей в хадж» (2012 год), «Тугра Елене Сумгатовой, организовавшей музей Великой Отечественной войны и ведущей три обширных сайта в Республике Татарстан (сайт искусств РТ, творчества В. Попова и Государственного музея РТ)» (2013 год), «Тугра. Низамаддин Мир Алишер Навои. Выдающийся поэт Востока. Философ» (2012 год), «Шамаиль. Творец Мироздания. Моления сохранения» (2012 год), «Шамаиль. Басмала» (2009—2012 годы); шамаили-триптихи: «Каллиграфия за Мир» — центр: «Вера, Любовь, Честь, Надежда», правая сторона: «Каллиграфия», левая сторона: «Мир Вам» (2009—2013 годы); «Наказы Творца» — центр: «Басмала», правая часть: «Чаша Жизни. Творящим добро и зло», левая часть: «Чаша Силы Жизни. Призыв к добрым деяниям — это лучшее из деяний…» (2010 год), «Аллах Великодушный — Аль-Карим» — центр: «Аллах», текст правой части: «Да будет над Вами мир, милость и благословение Божье», текст левой части: «Поистине Аллах не губит награды добродеющих» (2012 год) | [ 175 ]         |
| 2015 | Клара Булатова                                      | за книги «Келәү: шигырьләр, повесть, хикәя» («Мольба: стихи, повесть, рассказ»), Татарское книжное издательство, Казань, 2013 год; «Сәяхәтнамәләр: шигырьләр» («Путешествия: стихи»), Татарское книжное издательство, Казань, 2013 год; «К солнцу лицом», Рухият, Казань, 2013 год | [ 176 ]         |
| 2015 | Ирина Колмогорцева                                  | за графическую серию «Казань и Габдулла Тукай» | [ 176 ]         |
| 2015 | Рауфаль Мухаметзянов                                | за создание спектакля «Золотая Орда» в качестве автора идеи и художественного руководителя проекта в составе творческой группе Татарского академического государственного театра оперы и балета имени М. Джалиля | [ 176 ]         |
| 2015 | Георгий Ковтун                                      | за создание спектакля «Золотая Орда» в качестве балетмейстера-постановщика в составе творческой группе Татарского академического государственного театра оперы и балета имени М. Джалиля | [ 176 ]         |
| 2015 | Кристина Андреева                                   | за исполнение роли Джанике в спектакле «Золотая Орда» в составе творческой группе Татарского академического государственного театра оперы и балета имени М. Джалиля | [ 176 ]         |
| 2015 | Михаил Тимаев                                       | за исполнение роли Духа хана Батыя в спектакле «Золотая Орда» в составе творческой группе Татарского академического государственного театра оперы и балета имени М. Джалиля | [ 176 ]         |
| 2016 | Наджип Наккаш                                       | за цикл шамаилей, ляухи (картины на арабском шрифте) со стихотворными строками поэта Г. Тукая и дизайн мечетей (арабская каллиграфия) «Ярдәм» города Казани и села Шингальчи Нижнекамского района Республики Татарстан | [ 177 ]         |
| 2016 | Газинур Мурат                                       | за книгу «Кош хокукы: шигырьләр һәм поэмалар» («Птичьи права: стихотворения и поэмы»), Татарское книжное издательство, Казань, 2014 год | [ 177 ]         |
| 2016 | Илья Артамонов                                      | за создание художественно-пространственной экспозиционной инсталляции «Болгарская цивилизация. Дорога длиною в тысячелетия» в составе авторского коллектива | [ 177 ]         |
| 2016 | Александр Леухин                                    | за создание художественно-пространственной экспозиционной инсталляции «Болгарская цивилизация. Дорога длиною в тысячелетия» в составе авторского коллектива | [ 177 ]         |
| 2016 | Фарит Валиуллин                                     | за создание художественно-пространственной экспозиционной инсталляции «Болгарская цивилизация. Дорога длиною в тысячелетия» в составе авторского коллектива | [ 177 ]         |
| 2016 | Рашид Шигабутдинов                                  | за создание художественно-пространственной экспозиционной инсталляции «Болгарская цивилизация. Дорога длиною в тысячелетия» в составе авторского коллектива | [ 177 ]         |
| 2016 | Игорь Щетинин                                       | за создание художественно-пространственной экспозиционной инсталляции «Болгарская цивилизация. Дорога длиною в тысячелетия» в составе авторского коллектива | [ 177 ]         |
| 2016 | Айрат Ситдиков                                      | за создание художественно-пространственной экспозиционной инсталляции «Болгарская цивилизация. Дорога длиною в тысячелетия» в составе авторского коллектива | [ 177 ]         |
| 2016 | Рамиль Хайрутдинов                                  | за создание художественно-пространственной экспозиционной инсталляции «Болгарская цивилизация. Дорога длиною в тысячелетия» в составе авторского коллектива | [ 177 ]         |
| 2016 | Дмитрий Бугров                                      | за создание художественно-пространственной экспозиционной инсталляции «Болгарская цивилизация. Дорога длиною в тысячелетия» в составе авторского коллектива | [ 177 ]         |
| 2017 | Мадина Маликова                                     | за книгу «Арыш тәме: роман, повесть, хатирәләр», ООО «Ихлас», Казань, 2014 год | [ 178 ]         |
| 2017 | Харис Салихжан                                      | за книги «Светские и духовные мотивы в творчестве А. Пушкина, Г. Тукая и проблемы нравственного воспитания сегодня», издательство «Идел-Пресс», Казань, 2008 год и «Религия и наука (основы мировых религиозных и светских культур)», издательство «Идел-Пресс», Казань, 2012 год | [ 178 ]         |
| 2017 | Розалина Шагеева                                    | за книгу «Розы вечности: сборник статей на татарском и русском языках», издательство «Заман», Казань, 2015 год | [ 178 ]         |
| 2018 | Камиль Каримов                                      | за книги «Карурманда кара песи: повестьлар хэм хикәяләр», Татарское книжное издательство, Казань, 2015 год, и «Игезәкләр йолдызлыгы: романнар», Татарское книжное издательство, Казань, 2016 год | [ 179 ]         |
| 2018 | Михаил Кузнецов                                     | за серию работ «Белые холсты. Народы Поволжья» | [ 179 ]         |
| 2018 | Лутфулла Шафигуллин                                 | за реализацию значимых проектов в сфере культуры и вклад в возрождение духовности, сохранение национальных ценностей и исторического наследия народов, проживающих в Республике Татарстан в составе творческой группы публичного акционерного общества «Таттелеком» | [ 179 ]         |
| 2018 | Рустам Закуанов                                     | за реализацию значимых проектов в сфере культуры и вклад в возрождение духовности, сохранение национальных ценностей и исторического наследия народов, проживающих в Республике Татарстан в составе творческой группы публичного акционерного общества «Таттелеком» | [ 179 ]         |
| 2019 | Надир Альмеев                                       | за серии графических работ: цикл «Колокола Хиросимы», иллюстрации к сборникам татарских поэтов, серию пейзажей «Татарстан, Алтай» | [ 180 ]         |
| 2019 | Талгат Галиуллин                                    | за роман-эссе «Мөхәммәт Мәһдиев йолдызлыгы» («Созвездие Мухаммета Магдеева»), книгу «Китек көзге» («Отколотое зеркало») и литературно-критическое издание «Мы — потомки страны „Тартария“» | [ 180 ]         |
| 2019 | Люция Хамитова                                      | за вклад в развитие татарского искусства и создание сценических образов в спектаклях «Гөлҗамал» («Гульджамал»), «Җирән чичән белән Карачәч сылу» («Рыжий насмешник и его черноволосая красавица»), «Кара чикмән» («Черная бурка»), «Өч сеңел» («Три сестры»), «Дон Жуан» в составе Татарского государственного академического театра имени Г. Камала | [ 180 ]         |
| 2019 | Радик Бариев                                        | за вклад в развитие татарского искусства и создание сценических образов в спектаклях «Гөлҗамал» («Гульджамал»), «Җирән чичән белән Карачәч сылу» («Рыжий насмешник и его черноволосая красавица»), «Кара чикмән» («Черная бурка»), «Өч сеңел» («Три сестры»), «Дон Жуан» в составе Татарского государственного академического театра имени Г. Камала | [ 180 ]         |
| 2019 | Искандер Хайруллин                                  | за вклад в развитие татарского искусства и создание сценических образов в спектаклях «Гөлҗамал» («Гульджамал»), «Җирән чичән белән Карачәч сылу» («Рыжий насмешник и его черноволосая красавица»), «Кара чикмән» («Черная бурка»), «Өч сеңел» («Три сестры»), «Дон Жуан» в составе Татарского государственного академического театра имени Г. Камала | [ 180 ]         |
| 2019 | Айдар Файзрахманов                                  | за вклад в исследование, развитие, популяризацию татарского фольклорного наследия и интеграцию в мировое музыкальное пространство, цикл авторских вечеров «Олы юл», издание двухтомника с нотной обработкой фольклорных произведений «Онытырга мөмкин түгел» и авторских сборников песен и романсов «Яшәү барыбер кызык», «Олы юл», «Борчылма» | [ 180 ]         |
| 2020 | Идрис Газиев                                        | за сольные программы из произведений татарских композиторов и народных песен, музыкально-просветительскую деятельность | [ 181 ]         |
| 2020 | Денис Осокин                                        | за сборник произведений «Огородные пугала с ноября по март» | [ 181 ]         |
| 2020 | Лирон Хамидуллин                                    | за книги «Дэрдменд», «Буранлы төндә» («В метельную ночь»), «Зарницы на горизонте» | [ 181 ]         |
| 2020 | Ренат Салаватов                                     | за постановку оперы Р. Ахияровой «Сююмбике» | [ 181 ]         |
| 2020 | Юрий Александров                                    | за постановку оперы Р. Ахияровой «Сююмбике» | [ 181 ]         |
| 2020 | Виктор Герасименко                                  | за постановку оперы Р. Ахияровой «Сююмбике» | [ 181 ]         |
| 2020 | Гульнора Гатина                                     | за постановку оперы Р. Ахияровой «Сююмбике» | [ 181 ]         |
| 2021 | Дания Нуруллина                                     | за создание ярких женских сценических образов Гэрпины («Зятья Гэргэри» Т. Миннуллина), Айсылу («Миркай и Айсылу» Н. Исанбета), Марфуги («Голубая шаль» К. Тинчурина), Мастуры («Жених с портфелем» Н. Исанбета), Чачак («Кул Гали» Н. Фаттаха), Сажиды («Казанское полотенце» К. Тинчурина), Юлдуз («Перед свадьбой» Х. Вахита), Дильфузы («Прости меня, мама» Р. Батуллы), Муршиды («И снилось мне» З. Хакима), Люции («Баскетболист» М. Гилязова) | [ 182 ]         |
| 2021 | Факиль Сафин                                        | за роман-трилогию «Саташып аткан таң» («Заблудившийся рассвет») и повесть «Гөлҗиһан» («Гульджихан») | [ 182 ]         |
| 2021 | Григорий Эйдинов                                    | за создание графических серий «Нефть и время», «Казанский альбом», «Мир татарской сказки», «Тайны казанские» и художественное оформление книги «Татарский мир» | [ 182 ]         |
| 2022 | Анатолий Егоров                                     | за большой вклад в развитие декоративно-прикладного искусства Республики Татарстан, цикл гобеленов «Над Казанью луна» | [ 183 ]         |
| 2022 | Лябиб Лерон                                         | за книги для детей «Җил көймәсе» («Лодочка-путешественница»), «Әкиятче малай» («Мальчик-сказочник») | [ 183 ]         |
| 2023 | Наиля Кумысникова                                   | за серию декоративных панно, посвященных национальной теме и выполненных в технике кожаной мозаики | [ 184 ]         |
| 2023 | Шаукат Гадельша                                     | за сборники стихов «Аучы жыры» («Песня охотника»), «Чоңгыл» («Водоворот»), «Иман капка ачканда» («Когда совесть открывает ворота»), «Себерем — үз жирем» («Сибирь – моя земля») | [ 184 ]         |
| 2023 | Фирдавис Ханов                                      | за значительный вклад в развитие отечественной и татарской национальной культуры в области архитектуры и градостроительства | [ 184 ]         |
| 2024 | Борис Вайнер                                        | за многолетний вклад в развитие детской поэзии, прозы и драматургии, нравственно-эстетическое воспитание юных читателей, перевод и популяризацию лучших произведений татарской литературы и фольклора для детей, творческую поддержку молодых дарований Татарстана | [ 185 ]         |
| 2024 | Кадим Замитов                                       | за создание серии скульптурных портретов и фигур, посвященных выдающимся историческим деятелям татарской культуры | [ 185 ]         |
| 2024 | Миляуша Таминдарова                                 | за развитие, продвижение и сохранение татарской хоровой культуры Татарстана, работу «Антология татарской хоровой музыки» | [ 185 ]         |
| 2024 | Лаис Зулькарнай                                     | за книгу «Узганны кабатлау» | [ 185 ]         |
| 2025 | Айрат Кашаев                                        | за постановку балета «Иакинф» | [ 186 ]         |
| 2025 | Александр Полубенцев                                | за постановку балета «Иакинф» | [ 186 ]         |
| 2025 | Ильнур Гайфуллин                                    | за постановку балета «Иакинф» | [ 186 ]         |
| 2025 | Минсур Гилязов                                      | за сборник пьес «Словарь любви» (пьесы «Бичура», «Баскетболист», «Игезәкләр» («Близнецы») и другие) | [ 186 ]         |
| 2025 | Раниф Шарипов                                       | за книги «Җомга» («Пятница»), «Бөртек-бөртек яктылык» («Крупицы света») | [ 186 ]         |
| 2025 | Рифхат Якупов                                       | за развитие фотоискусства в Республике Татарстан, значительный вклад в сохранение культурного наследия татарского народа и фотоальбом «Сабантуй» | [ 186 ]         |

## Комментарии
1. 1 2 3  Посмертно.
2. ↑  Первая премия.
3. 1 2  Вторая премия.
4. 1 2 3 4 5 6 7 8  Третья премия.